# Josué Doké
Josué Yayra Doké (Lomé, 20 april 2004) is een Togolees voetballer.

## Clubcarrière
Doké werd opgeleid bij Planète Foot en maakte later de overstap naar West African Football Academy. In oktober 2021 werd hij door de Britse krant The Guardian opgenomen in de lijst van de 60 grootste voetbaltalenten geboren in het jaar 2004. Enkele maanden later ging hij op de proef bij RSC Anderlecht.

## Interlandcarrière
Doké maakte op 12 oktober 2020 zijn interlanddebuut voor Togo in een vriendschappelijke interland tegen Soedan. Bondscoach Claude Le Roy liet hem in de 79e minuut invallen voor Gilles Sunu.